# 241 Germania
Germania /dʒərˈmeɪniə/ (định danh hành tinh vi hình: 241 Germania) là một tiểu hành tinh rất lớn  ở vành đai chính. Thành phần cấu tạo của nó có lẽ bằng vật liệu cacbonat nguyên thủy.
Ngày 12 tháng 9 năm 1884, nhà thiên văn học người Đức Karl T. R. Luther phát hiện tiểu hành tinh Germania khi ông thực hiện quan sát ở Düsseldorf và đặt tên nó là Germania, tên tiếng Latinh của nước Đức.